# Magnolia flaviflora
Magnolia flaviflora är en magnoliaväxtart som först beskrevs av Yuh Wu Law och Yeng Fen Wu, och fick sitt nu gällande namn av Richard B. Figlar. Magnolia flaviflora ingår i släktet Magnolia och familjen magnoliaväxter. Inga underarter finns listade i Catalogue of Life.